# Monedes digitals

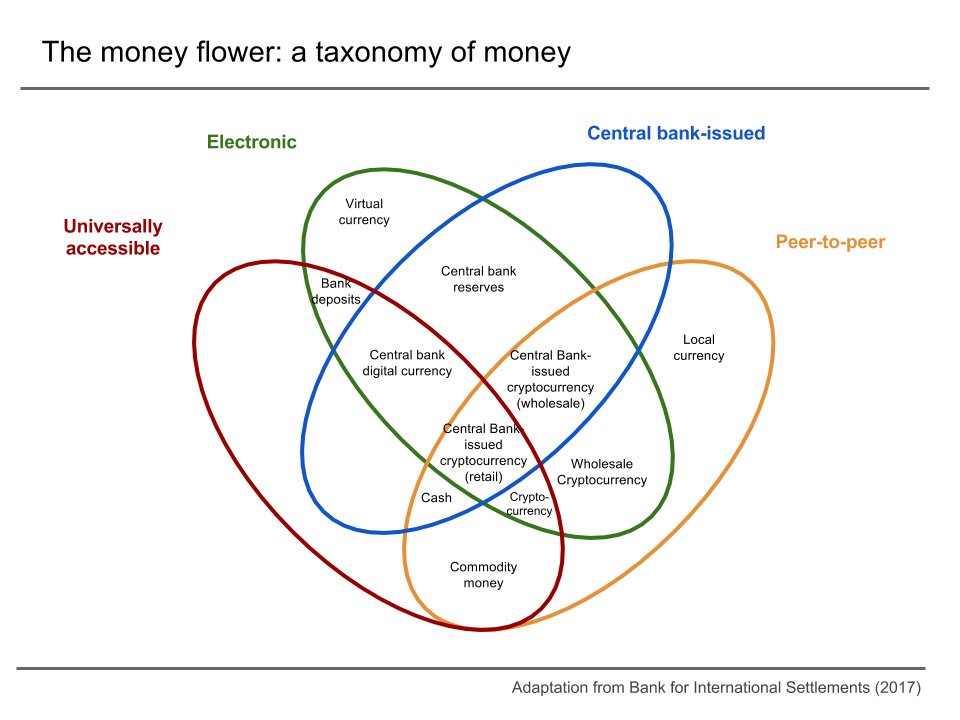
Taxonomia de diners, de "Banc Central cryptocurrencies" per Morten Linnemann Bech i Rodney Garratt.

Moneda digital (diners digitals o diners electrònics o moneda electrònica) és un tipus de la moneda disponible únic en forma digital, no en físic (com bitllet de banc i monedes). Exhibeix les propietats similars a monedes físiques, però permet per transaccions instantànies i transferència-de-propietat sense frontera. Els exemples inclouen monedes virtuals i cryptomonedes o fins i tot el banc central va emetre "diners de base digital". Com diners tradicionals, aquestes monedes poden soler comprar serveis i béns físics, però també pot ser restringit a comunitats segures com per ús dins un joc en línia o xarxa social.
La moneda digital és saldo de diners registrat electrònicament en una targeta de valor emmagatzemat o altre dispositiu. Una altra forma de diners electrònics és diners de xarxa, permetent la transferència de valorar damunt xarxes d'ordinador, particularment a la Internet. Els diners electrònics és també una reclamació en un banc privat o altra institució financera com dipòsits de banc.
Els diners digitals tampoc poden ser centralitzats, on hi ha un punt central de control sobre el subministrament de diners, o descentralitzat, on el control sobre el subministrament de diners pot venir de diverses fonts.

## Història
El 1983, un paper de recerca per David Chaum va introduir la idea d'efectiu digital. El 1990, va fundar DigiCash, una empresa d'efectiu electrònica, a Amsterdam per comercialitzar les idees en la seva recerca. Va arxivar per bancarrota el 1998. el 1999, Chaum va deixar l'empresa.
El 1997, Coca-Cola va oferir la venta en expenedor automàtic amb pagaments mòbils. Després d'allò PayPal va emergir el 1998. Altres sistemes com e-or va seguir, però va fer front a assumptes perquè va ser utilitzat per delinqüents i va ser assaltat per la EUA Feds el 2005.
El 2008, bitcoin va ser introduït, el qual va marcar l'inici de monedes digitals.
Els orígens de data de monedes digitals donen suport en 1990 Punt-com bombolla. Un del primer era E-or, va fundar el 1996 i suportat amb or. Un altre servei de moneda digital sabut era Liberty Reserva, va fundar el 2006; va deixar els usuaris convertir dòlars o euros a Dòlars Reservats de la Liberty o Euros, i intercanviar-los lliurement amb un altre a un 1% cost. Ambdós serveis van ser centralitzats, reputada per ser utilitzat per diners blanqueig, i inevitablement tancat per l'ENS govern. Q Monedes o monedes de QQ, va ser utilitzat com a tipus de mercaderia-moneda digital basada en Tencent QQ, plataforma de missatges, i emergit al principi del 2005. Q Les monedes eren tan eficaces dins Porcellana que van ser dits per tenir tingut un efecte destabilitzant en el Yuan xinès moneda a causa d'especulació. Interès recent en criptomonedes ha incitat interès renovat en monedes digitals, amb bitcoin, va introduir dins 2008, esdevenint el més àmpliament utilitzat i moneda digital acceptada.

## Comparacions

### Moneda digital versus moneda virtual
Segons la moneda Virtual del Banc Central europeu "maquina – un informe d'anàlisi" més llunyà de febrer 2015, la moneda virtual és una representació digital de valor, no emès per un banc central, institució de crèdit o e-institució de diners, el qual, dins algunes circumstàncies, pot ser utilitzat com un alternatiu a diners. En l'informe anterior d'octubre 2012, la moneda virtual va ser definida com a tipus de no regulat, diners digitals, el qual és emès i normalment controlat pels seus desenvolupadors, i utilitzat i acceptat entre els membres d'una comunitat virtual específica.
Segons el Banc Per l'informe de monedes "Digitals dels poblaments Internacionals" de novembre 2015, la moneda digital és un avantatge representat en forma digital i tenint algunes característiques monetàries. La moneda digital pot ser denominada a una moneda sobirana i emès pel emissor responsable de redimir diners digitals per efectiu. En aquest cas, la moneda digital representa diners electrònics (e-diners). La moneda digital denominada en les seves unitats pròpies de valor o amb descentralitzat o l'emissió automàtic serà considerat com a moneda virtual.
Com a tal, bitcoin és una moneda digital però també un tipus de moneda virtual. Bitcoin I les seves alternatives són basades en criptographic algoritmes, així que aquestes classes de monedes virtuals són també anomenats criptomonedes.

### Moneda digital versus moneda tradicional
La majoria del subministrament de diners tradicional és diners de banc aguantat en ordinadors. Això és també moneda digital considerada. Un podria argumentar que una societat amb cada cop menys efectiu significa que totes les monedes estan esdevenint digitals (de vegades referit a diners “tan electrònics”), però no són presentats a nosaltres com a tal.

## Tipus de sistemes

### Sistemes centralitzats
Molts sistemes—com PayPal, eCash, WebMoney, Payoneer, cashU, i Hub Cultura Ven vendrà la seva moneda electrònica directament cap al final usuari. Altres sistemes només venen a través de tercer partit bescanviadors de moneda digital. El M-Pesa el sistema sol diners de transferència a través de telèfons mòbils dins Àfrica, India, Afganistan, i Europa Oriental. Algunes monedes de comunitat, agrada alguns sistemes de comerç de canvi locals (DEIXA) i el Sistema de Canvi de la Comunitat, feina amb transaccions electròniques.

#### Carteres digitals mòbils
Un nombre de sistemes de diners electrònics utilitza la transferència de pagament sense contacte per tal de facilitar pagament fàcil i donar el pagador més confiança dins no deixant va de la seva cartera electrònica durant la transacció.
- El 1994 Mondex i Nacional Westminster el banc va proporcionar un 'electrònic arrufa' a residents de Swindon
- El 2005 Telefónica i Banc de BBVA van llançar un sistema de pagament dins Espanya anomenat Mobipay que va utilitzar servei de missatge curt senzill les facilitats de telèfons de característica van pretendre per pagament segons el serveis incloent-hi taxis i telèfon pre-pagament de paga recarrega via un BBVA dèbit de compte bancari actual.[13]
- El gener del 2010, Venmo llançat com a sistema de pagament mòbil a través de SMS, el qual va transformar a un social app on els amics poden pagar cadascú altre per despeses menors com una copa de cafè, lloguer i pagant la vostra participació de la factura de restaurant quan oblides la vostra cartera.[14] És popular amb estudiants universitaris, però té alguns assumptes de seguretat.[15] Pugui ser enllaçat al vostre compte bancari, targeta/de dèbit del crèdit o tenir un valor carregat per limitar la quantitat de pèrdua dins cas d'una ruptura de seguretat. Targetes de crèdit i dèbit no important les targetes incorren en un 3% cost de processament.[16]
- Damunt 19 de setembre de 2011, Cartera de Google va ser alliberada en l'ENS només, el qual el fa fàcil de portar tot el vostre dèbit/de crèdit targetes en el vostre telèfon.[17]
- Dins 2012 O2 (Irlanda) (posseït per Telefónica) va llançar Easytrip per pagar peatges de carretera que van ser cobrats al compte de telèfon mòbil o prepay crèdit.[18]
- O2 (Regne Unit) va inventar O2 Cartera sobre el mateix temps.[19] La cartera pot ser cobrada amb targetes o comptes bancaris regulars i alliberat per participar els detallistes que utilitzen una tècnica sabuda mentre sóconey missatges. El servei va tancar dins 2014.
- Damunt 9 de setembre de 2014 Apple Paga va ser anunciat al iPhone 6 esdeveniment. Dins octubre 2014 va ser alliberat com una actualització per treballar en iPhone 6 i Apple Rellotge. És molt similar a Cartera de Google, però per Apple dispositius només.[20]

### Va decentralitzar sistemes

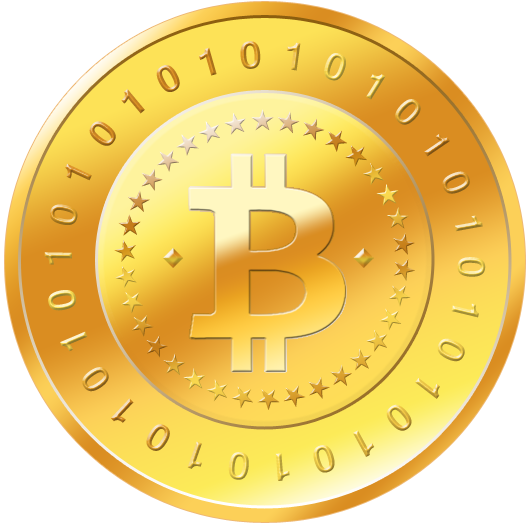
Oficiós bitcoin logo

Un cryptocurrency és un tipus de digital token que confia damunt criptografia per encadenar signatures digitals juntes de token transferències, mira atentament-a-mirar atentament treball en xarxa i descentralització.
Dins alguns casos una prova-de-esquema de feina sol crear i dirigir la moneda.
Cryptocurrencies Permet sistemes de diners electrònics per ser decentralitzat; els sistemes inclouen:
- Bitcoin, el primer cryptocurrency, un mirar atentament-a-mirar atentament el sistema monetari electrònic va basar damunt criptografia.
- Ethereum,[25] un obert-font, públic, blockchain-va basar plataforma d'informàtica distribuïda que presenta contracte llest (scripting) funcionalitat.
- Bitcoin Efectiu, una 2017 forquilla de bitcoin; diferències principals de bitcoin és blocs més grans, algoritme d'ajustament de dificultat diferent, i manca de Segregated Testimoni.
- IOTA, un obert-la font va distribuir ledger i un sistema monetari electrònic dissenyat per la Internet de Coses. Utilitza un graf acíclic dirigit (DAG) en comptes d'un blockchain.
- Rugositat sistema monetari, un sistema monetari va basar damunt xarxes de confiança.
- Litecoin, al principi basat en el bitcoin protocol, va pretendre millorar al seu al·legat inefficiencies. Temps de bloc més ràpid i l'algoritme miner diferent comparat a bitcoin.
- Dash, al principi basat en el bitcoin protocol, ofereix l'opció d'instant i transaccions privades. És una Organització Autònoma Decentralitzada.
- NEM, un mirar atentament-a-mirar atentament sistema monetari electrònic i un blockchain plataforma que permet per emmagatzemar avantatges digitals.
- NEO, un obert-font, públic, blockchain-va basar plataforma d'informàtica distribuïda que presenta funcionalitat de contracte d'avantatges llesta.[26]
- Divi, un codi obert, Prova De Participació (POS) i masternode protocol/cryptocurrency i ecosistema, va construir en un fet per encàrrec blockchain.[27]
- Monero, un codi obert cryptocurrency va crear dins abril 2014 que enfoca damunt intimitat, descentralització i scalability.
- Zcash, un cryptocurrency que ofereix intimitat i transparència selectiva de transaccions.
- Dogecoin, un sistema derivat de Litecoin concebut com un sistema de pagament divertit.
- Nxt, va concebre plataforma tan flexible per construir aplicacions i serveis financers al voltant.
- Zcoin, una intimitat centric cryptocurrency que va utilitzar el zerocoin protocol.

### Moneda virtual
Una moneda virtual ha estat definida dins 2012 pel Banc Central europeu com "un tipus de unregulated, diners digitals, el qual és emès i normalment controlat pels seus desenvolupadors, i utilitzat i acceptat entre els membres d'una comunitat virtual específica". L'ENS Departament de Ministeri d'hisenda dins 2013 el va definir més tersely com "un medi de canvi que opera com una moneda dins alguns entorns, però no té tots els atributs de moneda real". L'atribut clau una moneda virtual no té segons aquestes definicions, és l'estat com a oferta legal.

## Llei
De llavors ençà 2001, la Unió Europea ha implementat el E-Directiva de Diners "en l'agafant amunt, persecució i supervisió prudencial del negoci d'institucions de diners electrònics" dura esmenat dins 2009. Dubtes en la naturalesa real d'UE els diners electrònics han sorgit, des de les trucades han estat fetes dins connexió amb el 2007 Pagament d'UE Directiva de Serveis a favor de fusionar institucions de pagament i institucions de diners electrònics. Tal fusió podria significar que els diners electrònics és de la mateixa naturalesa mentre diners de banc o scriptural diners.
En els Estats Units, els diners electrònics és governat per Article 4Un del Codi Comercial Uniforme per transaccions majoristes i l'Acte de Transferència de Fons Electrònic per transaccions de consumidor. La responsabilitat i el consumidor del proveïdor la responsabilitat és regulada sota Control E.

## Control
Reptes de posa de monedes virtuals per bancs centrals, reguladors financers, departaments o ministeris de finança, així com autoritats fiscals i autoritats estadístiques.

### ENS Guiatge de ministeri d'hisenda
El 20 de #marzo de 2013, els Delictes Financers Enforcement la xarxa va emetre un guiatge per aclarir com l'ENS Acte de Clandestinitat del Banc aplicat a les persones que creen, intercanviant i transmetent monedes virtuals.

### Seguretats i Comissió de Canvi guiatge
Dins maig 2014 les Seguretats dels EUA i Comissió de Canvi (SEC) "va advertir sobre el hazards de bitcoin i altres monedes virtuals".

### Nova York control estatal
Dins juliol 2014, la Nova York el departament Estatal de Serveis Financers va proposar el control més comprensible de monedes virtuals per datar, generalment va cridar BitLicense. A diferència de l'ENS reguladors federals ha reunit entrada de bitcoin seguidors i la indústria financera a través d'oïdes públiques i un període de comentari fins que 21 octubre 2014 a customize les regles. La proposta per nota de premsa de DFS del NY “... Buscat per copejar un equilibri apropiat que les ajudes protegeixen consumidors i arrel fora d'activitat il·legal". Ha estat criticat per les empreses més petites a favor van establir institucions, i xinès bitcoin els canvis s'han queixat que les regles són "massa amples en la seva aplicació a fora dels Estats Units".

## Adopció per governs
Mentre de 2016, per damunt 24 països estan invertint dins distribuït ledger tecnologies (DLT) amb 1$.4bn en inversions. A més a més, per damunt 90 bancs centrals són compromesos en discussions de DLT, incloent les implicacions d'un banc central van emetre moneda digital.
- El sistema de targeta del Pop d'Hong Kong : Llançat dins 1997 mentre un electrònic arrufar per transport públic, és la implementació més reeixida i madura de contactless les targetes llestes van utilitzar per concentrar transit pagaments. Després que només 5 anys, 25 per cent de transaccions de targeta del Pop són unrelated a transit, i acceptat per més de 160 merchants.[37]
- El sistema de targeta de l'Ostra de Transport de Londres : l'ostra és un plàstic smartcard que pot aguantar paga mentre vas crèdit, Travelcards i Autobús & tiquets d'estació del Tramvia. Pots utilitzar una targeta d'Ostra per viatjar damunt autobús, Tub, tramvia, DLR, London Overground i Rail més Nacional serveis dins Londres.[38]
- Japó FeliCa: Un contactless RFID targeta llesta, va utilitzar en una varietat de maneres com en ticketing sistemes per transport públic, e-diners, i claus de porta de la residència.[39]
- Netherlands' Chipknip: Mentre un sistema d'efectiu electrònic utilitzat en el Netherlands, tot targetes d'ATM van emetre pels bancs holandesos van tenir valor que podria ser carregat via Chipknip carregant estacions. Per persones sense un banc, pre-pagat Chipknip les targetes podrien ser adquirides a diverses ubicacions en el Netherlands. Mentre d'1 de gener de 2015, pots ja no paga amb Chipknip.[40]
- El protó de Bèlgica : Un electrònic arrufa aplicació per targetes de dèbit dins Bèlgica. Introduït dins febrer 1995, com a mitjans per reemplaçar efectiu per transaccions petites. El sistema va ser retirat dins 31 de desembre de 2014.[41]

Canadà
El Banc del Canadà ha explorat la possibilitat de crear una versió de la seva moneda en el blockchain.
El Banc del Canadà teamed amunt amb els cinc bancs més grans de la nació — i el blockchain empresa de consultoria R3 — per quin va ser sabut tan Projecte Jasper. En un simulacre corregut dins 2016, el banc central va emetre CAD-Monedes a un blockchain similar Ethereum. Els bancs van utilitzar el CAD-Monedes per intercanviar diners la manera ells al final de cada dia per resoldre els seus comptes mestres.
Xina
Un governador d'ajudant al banc central de la Xina, Aficionat Yifei, va escriure que "les condicions són madures per monedes digitals, els quals poden reduir costos operatius, eficàcia d'augment i habilitar una gamma ampla d'aplicacions noves." Segons Aficionat Yifei, la manera millor d'aprofitar la situació és per bancs centrals per agafar l'avantatge, tant dins supervisant monedes digitals privades i en oferta legal digital en desenvolupament del seu propi.
Dinamarca
El govern danès va proposar aconseguir lliurat de l'obligació per va seleccionar detallistes per acceptar pagament dins efectiu, movent el país més proper a un "cashless" economia. La Cambra danesa de Comerç està donant suport al moviment. Gairebé un tercer de la població danesa utilitza MobilePay, un smartphone aplicació per transferir diners.
Equador
Una llei passada per l'Assemblea Nacional d'Equador dona el permís de govern per fer pagaments en moneda electrònica i proposa la creació d'una moneda digital nacional. "Els diners electrònics estimularan l'economia; sigui possible d'atreure ciutadans més Equatorians, especialment els qui no tenen comprovant o comptes d'estalvis i targetes de crèdit sol. La moneda electrònica serà donada suport a pels avantatges del Banc Central d'Equador," l'Assemblea Nacional dita en una declaració. Dins desembre 2015, Sistema de Dinero Electrónico ("sistema de diners electrònics") va ser llançat, fent Equador el primer país amb un estatal-córrer sistema de pagament electrònic.
Alemanya
El banc central alemany està provant un prototipus funcional pel blockchain tecnologia-poblament basat de seguretats i transferència de centrally-monedes digitals emeses.
Netherlands
El banc central holandès és experimenting amb un bitcoin-la moneda virtual basada va cridar “DNBCoin”.
Rússia
Govern-va controlar Sberbank de Rússia posseeix Yandex.Diners - servei de pagament electrònic i moneda digital del mateix nom.
President Vladimir de Rússia Putin ha signat fora damunt control d'ICOs i cryptocurrency miner per juliol 2018.
Corea del Sud
Corea del Sud planeja la moneda digital nacional que utilitza un Blockchain. El president de la comissió de Serveis Financers de Corea del Sud (FSC), Yim Jong-yong, va anunciar que el seu departament Posarà " el systemic groundwork per l'estès de moneda digital." Corea del Sud ha ja va anunciar plans per interrompre monedes a l'any 2020.
Suècia
Suècia és en el procés de reemplaçar tot del seu físic banknotes, i la majoria de les seves monedes per mid 2017. Tanmateix el nou banknotes i monedes del suec krona probablement serà circulant sobre mig el 2007 cim de 12,494 kronor per capita. El Riksbank està planejant començar discussions d'una moneda electrònica emesa pel banc central al qual "no és per reemplaçar efectiu, però per actuar mentre complementa a ell." Governador d'ajudant Cecilia Skingsley declara que l'efectiu continuarà a spiral fora d'ús dins Suècia, i mentre és actualment força fàcil d'aconseguir efectiu dins Suècia, és sovint molt difícil de dipositar ell a comptes bancaris, especialment en àrees rurals. Cap decisió ha estat actualment fet sobre la decisió per crear "e-krona". En el seu discurs Skingsley estats: "La primera qüestió és si e-krona hauria de ser reservat en comptes o si el ekrona hauria de ser alguna forma de digitalment transferable unitat que no necessita una estructura de compte subjacent, més o menys agradar efectiu." Skingsley També declara allò: "Una altra qüestió important és si el Riksbank hauria d'emetre e-krona directament al públic general o anar via els bancs, mentre nosaltres ara amb banknotes i monedes." Altres qüestions seran adreçades agrada índexs d'interès, haver d'ells ser positiu, negatiu, o zero?
Suïssa
Dins 2016, un govern de ciutat primer moneda digital acceptada dins pagament de costos de ciutat. Zug, Suïssa va afegir bitcoin com a mitjans de pagar quantitats petites, fins a 200 SFr., en una prova i un intent d'avançar Zug com a regió que està avançant tecnologies futures. Per tal de reduir risc, Zug immediatament converteix gaire bitcoin rebut a la moneda suïssa.
Ferrocarrils Federals suïssos, govern-empresa de ferrocarril posseït de Suïssa, ven bitcoins a les seves màquines de tiquet.
Regne Unit
El Cap l'assessor Científic al govern de Regne Unit va aconsellar el seu Primer ministre i Parlament per considerar que utilitza un blockchain-moneda digital basada.
L'economista de cap de Banc d'Anglaterra, el banc central del Regne Unit, va proposar abolició de moneda de paper. El Banc també ha agafat un interès en bitcoin. Dins 2016 l'ha embarcat en un multi-programa de recerca de l'any per explorar les implicacions d'un banc central van emetre moneda digital. El Banc d'Anglaterra ha produït diversos papers de recerca en el tema. Un suggereix que els beneficis econòmics d'emetre una moneda digital en un distribuït ledger podria afegir tant com 3 per cent a la sortida econòmica d'un país. El Banc va dir que va voler la versió pròxima de la infraestructura de programari bàsic del banc per ser compatible amb va distribuir ledgers.
Ucraïna
El Banc Nacional d'Ucraïna està considerant una creació del seu propi issuance/facturació/servicing sistema per un blockchain-basat nacional cryptocurrency. El regulador també anunciat que blockchain podria ser una part d'un projecte nacional va cridar "Cashless Economia".

## Dur vs. Monedes digitals toves
Una moneda electrònica dura és una que no té serveis a disputa o càrrecs inversos. En altres paraules, és semblant a efectiu dins que només dona suport transaccions no reversibles. Invertint transaccions, fins i tot dins cas d'un error legítim, unauthorized ús, o fracàs d'un venedor per subministrar els béns és difícils, si no impossible. L'avantatge d'aquest arranjament és que els costos operatius del sistema de moneda electrònic són molt reduït per no havent de resoldre disputes de pagament. A més, permet les transaccions de moneda electròniques per netejar instantàniament, fent els fons disponibles immediatament al destinatari. Això significa que utilitzant la moneda electrònica dura és més semblant a una transacció d'efectiu. Els exemples són Unió Occidental, KlickEx i bitcoin.
Una moneda electrònica tova és una que permet per reversal de pagaments, per exemple dins cas de frau o disputes. Mètodes de pagament reversible generalment tenen un "temps de netejar" de 72 hores o més. Els exemples són PayPal i targeta de crèdit. Una moneda dura pot ser suavitzada per utilitzar un confiat en tercer partit o un servei de plica.

## Crítica
Molts d'existir les monedes digitals no encara han vist ús estès, i no pot ser fàcilment utilitzat o va intercanviar. Els bancs generalment no accepten o serveis d'oferta per ells. Hi ha preocupacions que cryptocurrencies és extremadament arriscat a causa de la seva volatilitat molt alta i potencial per bomba i esquemes d'abocador. Els reguladors en diversos països han advertit contra el seu ús i alguns han agafat mesures reguladores concretes a dissuade usuaris. El no-cryptocurrencies és tot va centralitzar. Com a tal, poden ser tancats o agafats per un govern a qualsevol temps. El més anònim una moneda és, el més atractiu és a delinqüents, malgrat tot de les intencions dels seus creadors. Forbes Escriptor Tim Worstall ha escrit que el valor de bitcoin és en gran part derivat de comerç especulatiu. Bitcoin També ha estat criticat per la seva energia inefficient SHA-256-prova basada de feina.